# Eleuterio Sánchez Rodríguez
Eleuterio Sánchez Rodríguez, conegut amb el sobrenom d'el Lute (Salamanca, 15 d'abril de 1942) és un conegut antic delinqüent, exfugitiu, advocat i escriptor espanyol, acusat i condemnat per atracament i assassinat durant la dictadura franquista.

## Biografia
Va néixer el 1942 en una barraca del barri de Cabezuela, Salamanca, en el si d'una família quincallera el cap de la qual estava a la presó. Va ser batejat a la parròquia de Santibáñez de la Sierra.
Va adquirir notorietat social en ser empresonat durant dos anys i tres dies per comissió de diversos delictes de robatori. El 5 de maig de 1965, es va produir un atracament a mà armada en una joieria al carrer de Bravo Murillo de Madrid, en el qual va ser assassinat el vigilant de seguretat de l'establiment i van ser robades 120 000 pessetes. Sánchez va ser acusat i sotmès a un judici, en el qual fou declarat culpable. Se'l va condemnar a la pena capital, sentència que va ser commutada per la de cadena perpètua.
A la presó va aprendre a llegir, escriure i cantar, aconseguint aprovar la carrera de Dret en la UNED i ser advocat, exercint com a tal en el gabinet d'advocacia madrileny de Enrique Tierno Galván. És autor d'una sèrie de llibres autobiogràfics: Camina o revienta (1977), Mañana seré libre (1979), Una pluma entre rejas (1981), Entre sombras y silencios (1983), Crónica de un campusiano (1987) i Cuando resistir es vencer (2013).
Però abans, la seva gran fama mediàtica va venir de la mà de les seves fugues, la primera d'elles des d'un tren on era custodiat per la Guàrdia Civil en un trasllat penitenciari el 1966, després de la qual va aconseguir estar evadit durant tretze dies fins a ser arrestat; la segona del penal del Puerto de Santa María en la nit de cap d'any de 1970, després de la qual va estar amagat i escapolit durant un gran període, ajudat pel seu grup social, fins a 1973 quan va ser detingut de nou. Va quedar en llibertat definitivament el 20 de juny de 1981.
El 2 de març de 2006 el Lute va ser detingut per última vegada per la Guàrdia Civil a la localitat de Huelva de Punta Umbría després d'una denúncia de la seva esposa per maltractaments. L'Audiència Provincial de Sevilla va confirmar definitivament la seva absolució per violència de gènere al desembre de 2008.
El 3 de gener de 2009, el Lute va tornar a sortir a la palestra en diversos mitjans de comunicació amb la petició que es declarés «radicalment nul» el procés judicial pel qual va ser condemnat a mort per haver estat un judici sumaríssim, sense garanties per al processament i amb una llei franquista.
Té cinc fills, amb tres dones diferents. Amb Consuelo va tenir a José María i David; posteriorment, amb Carmen Romero, a Eleuterio, i en el seu únic i últim matrimoni, amb Carmen Cañavate Hors, va tenir a Ismael i Camino.
Actualment resideix entre Niebla (província de Huelva) i Cabezabellosa (Càceres).

## En la cultura popular
La seva història va ser portada al cinema els anys 80 amb El Lute: camina o revienta, pel·lícula que va tenir una seqüela, El Lute II: mañana seré libre protagonitzades ambdues per Imanol Arias.
L'obra de teatre Eleuterio. Historia de un hombre libre (José Marraco, 2012) està inspirada en la seva vida.
El 1975, Benito Moreno el va homenatjar amb el disc Romances del Lute y otras canciones. El 1979, la seva història va ser relatada en un tema del grup Boney M en el seu àlbum Oceans of Fantasy. En 2004, Estopa li va fer una cançó, La del Lute, en una edició especial de La calle es tuya. En 2001 Haze titulà una de les seves cançons El Lute, libre o muerto, amb la participació de José Mercé.
El cantautor Joaquín Sabina l'esmena en la cançó «Así estoy yo sin ti»: «lascivo como el beso del coronel, furtivo como el Lute cuando era el Lute, así estoy yo sin ti». Mojinos Escozíos també l'esmenen en la cançó «Mango» del disc Semos unos monstruos: «La gente me tiene más miedo que al Lute».
En el capítol 77 de la sèrie de RTVE Cuéntame cómo pasó, emès en la 5a temporada durant el mes d'abril de 2004, apareix informació referent a la seva fugida el 1970 des del penal del Puerto de Santa María.
El grup de rap espanyol Los Chikos del Maíz l'esmenen en la cançó «Spain is Different»: «Rollito Corleone no, me quedo con el Lute». També l'esmena el grup Perros Callejeros en la seva cançó «Alter Ego»: «Soy un ladrón de gallinas, como Eleuterio».
El Sicario, raper component del grup de rap espanyol Hablando en Plata Squad, també l'esmena en la cançó "Últimas Noticias": "Pregunta a Imanol Arias quién es el Sicario y te dirá que el Lute".
En el 2016, apareceix en la sèrie "El Caso: Crónica de sucesos" (TVE 1) on li realitzen la famosa foto abans del judici de 1966 amb el braç en cabestrell entre dos guàrdies civils. Foto que després és venuda a altres periòdics.

## Llibres
- Camina o revienta (1977), publicat quan encara era a la presó
- Mañana seré libre (1979), publicat quan encara era a la presó.
- Una pluma entre rejas (1981)
- Cuando resistir es Vencer[13]